# Trox plicatus
Trox plicatus là một loài bọ cánh cứng trong họ Trogidae.

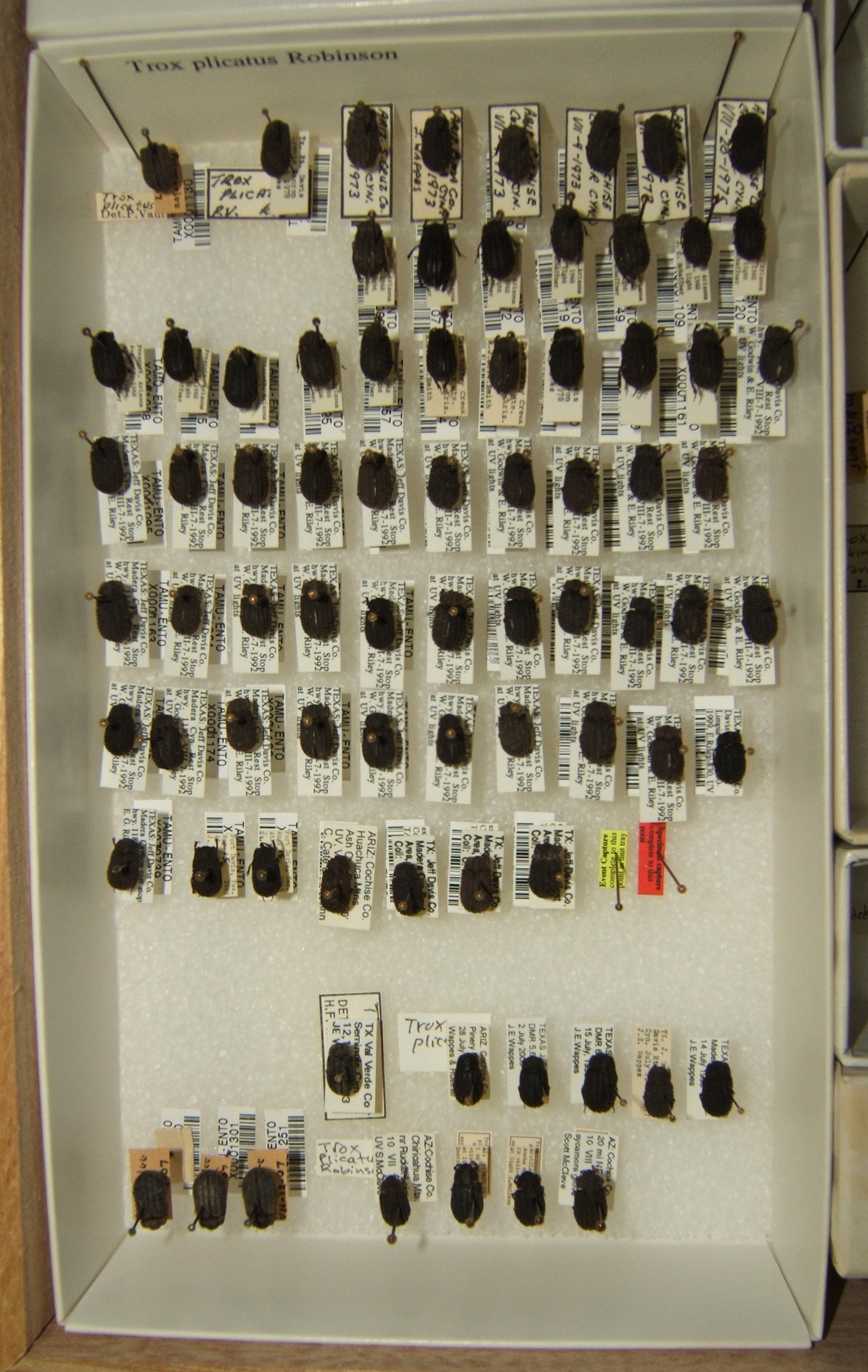
Trox plicatus variation